# Tih deževen dan
"Tih deževen dan" (ang. "On A Rainy Day") je evrovizijska skladba skupine 1xBand, prva za samostojno Slovenijo, iz leta 1993, osnutek je nastal dve leti prej. Glasbo je napisal Cole Moretti, besedilo pa Tomaž Kosec.

## EMA 1993
27. februarja 1993 je potekala 1. izvedba EME v studiu RTV Slovenija. Skladba je zmagala s 107 točkami, glasovale pa so žirije 12 slovenskih radijskih postaj.

## Evrovizija 1993
Prireditev je potekala 15. maja 1993 v Millstreetu na Irskem. Skladba je med 25 državami zasedla končno 22. mesto (delitev z Dansko) s skupno 9 osvojenimi točkami.

## Snemanje
Snemanje je potekalo v Studiu 26  RTV Slovenije. Skladba je izšla kot nemški singel "On A Rainy Day" pri založbi Jupiter Records in na istoimenski album promocijski zgoščenki ter na album kaseti Tak je ta svet.
Posneta je bila tudi angleška verzija pesmi z naslovom "On A Rainy Day", izdana v Nemčiji, za katero sta angleško besedilo napisali Alenka Marolt in Catherine Lapkovsky.

## Zasedba

### Produkcija
- Cole Moretti – glasba, producent
- Tomaž Kosec – besedilo (izvirno slovensko)
- Alenka Marolt – besedilo (angleško)
- Catherine Lapkovsky – besedilo (angleško)
- Jože Privšek – aranžma
- Zoran Ažman – tonski snemalec

### Studijska izvedba
»V dneh, ko je bilo nekaj dni zelo, zelo vroče. In
eno popoldne, to se spominjam, se je pooblačilo
 in začel je padati rahel dež. Tisti duševni mir in
dež, ki je spral soparo, iz tistega vzdušja se mi je
melodija zapodila čez glavo, zato sem brž zagrabil
 kitaro in začel peti: Tih deževen dan ...«

Ditka Haberl, C. Moretti, RTV intervju
- Cole Moretti – kitara, solo vokal
- Brane Vidan – bas kitara
- Tomaž Kosec – bobni
- Andrej Bedjanič – klaviature
- Petar Ugrin – dirigent
- Revijski orkester RTV Slovenija – glasbena spremljava
- Sandra Zupanc "Sendi" – spremljevalni vokal
- Barbara Šinigoj – spremljevalni vokal
- Urška Gestrin – spremljevalni vokal

## Single plošča
Zgoščenka
- 1. "On A Rainy Day" (angleška verzija) – 2:57
- 2. "Tih deževen dan" (izvirna verzija) – 2:57